# 東栄インターチェンジ
東栄インターチェンジ（とうえいインターチェンジ）は、愛知県北設楽郡東栄町三輪にある三遠南信自動車道（佐久間道路・三遠道路）のインターチェンジである。

## 歴史
- 2018年（平成30年）12月19日：IC名称が「東栄IC」に正式決定[1]。
- 2019年（平成31年）3月2日：佐久間川合IC - 東栄IC間開通に伴い、供用開始[1]。
- 2025年（令和7年）度 : 東栄IC - 鳳来峡IC間開通予定[2][3][注釈 1]。

## 周辺

### 地理
国道151号交点付近を奈根川が流れている。

### 施設
- JR飯田線東栄駅

## 接続する道路
- 直接接続
  - 国道151号

## 隣
E69 三遠南信自動車道（佐久間道路・三遠道路）
浦川IC - 東栄IC -（工事中）- 鳳来峡IC